# Francis Louis Sperry
Francis Louis Sperry (* 22. Oktober 1861 in Talmadge, Ohio; † 17. April 1906) war ein US-amerikanischer Chemiker. Nach ihm wurde das Mineral Sperrylith benannt, das er in Ausübung seiner Tätigkeit für die Firma „Canadian Copper Company“ 1889 in der Vermilion Mine nahe Denison Township (Greater Sudbury) identifizierte. Entdeckt wurde das Material 1888 von einer Gruppe Minenarbeitern, die den Fund dann Sperry zwecks Untersuchung zusandten.

## Familie
Die Eltern von Francis Louis Sperry waren Ira Panel Sperry und Clarissa Carlton. Er heiratete Margaret Beaton und hatte zwei Kinder.